# Froxán (Lousame)
Froxán es una aldea situada en el municipio de Lousame, Galicia, España. Pertenece a la parroquia de Vilacova. 
En 2021 tenía una población de 24 habitantes (10 hombres y 14 mujeres). Se sitúa a una altitud de 321 metros a 10,6 km de la cabecera municipal. Las localidades más cercanas son Afeosa, las minas de San Finx, Silvarredonda y Vilas.